# Yokthai Sithoar
Yokthai Sithoar (thailändisch หยกไท ศิษย์ อ., RTGS Yokthai Sit O, richtiger Name: Manit Klinmi (มานิตย์ กลิ่นมี); * 25. Dezember 1974 in der Provinz Chon Buri, Ost-Thailand) ist ein ehemaliger thailändischer Boxer im Superfliegengewicht.

## Profikarriere
Yokthai begann 1994 erfolgreich seine Profikarriere. Am 24. August 1996 boxte er gegen Alimí Goitía um den Weltmeistertitel des Verbandes WBA und siegte durch technischen K. o. in Runde 8. Diesen Gürtel verteidigte er insgesamt vier Mal und verlor ihn im Dezember des darauffolgenden Jahres an Satoshi Iida nach Punkten.
2004 beendete er seine Karriere.